# Heraklios den yngre (østromersk kejser)
Heraklios (eller Herakleios, Heraclius, Heraklios den yngre, ca. 575-641) var faderen Heraklios den ældres medregent i Kartago. Sønnen blev sendt til Konstantinopel for at fordrive tronraneren Fokas (547-610), da faderen følte sig for gammel til at sætte sig i spidsen for en revolte. Familien Heraklios var sandsynligvis af armensk afstamning fra Kappadokien i det centrale Lilleasien. På grund af Fokas' tyranniske styre lykkedes forholdsvis let  Heraklios at indtage Konstantinopel og lade sig krone i 610 som kejser. 
Nomadefolket avarerne havde invaderet Balkan og truede Konstantinopel fra nord og vest. Hertil kom Heraklios største udfordring: Perserriget under kong Khosrau II.
Perserne bredte sig støt ind i det østromerske rige, og ved Antiokia led byzantinerne nederlag til den persiske general Shahrbaraz. I 614 faldt Jerusalem, og perserne overlod byen til jødiske styrker, som hærgede byens kirker og dræbte en stor del af den kristne befolkning. Relikvier og værdigenstande blev bragt til Iran. Psykologisk var tabet i 614 af det sande kors værst. Omkring 618-619 overvejede Heraklios at flytte sin hovedstad til Khartago, men blev beroliget af patriarken Sergius og sine høje mure i Konstantinopel. En fred blev sluttet, men der skulle svares tribut til avarerne.
I 622 havde øst-romerne oprustet bl.a. ved store subsidier fra kirken og var klar til at flytte kampen til perserne. Heraklios brød en næsten 200-årig tradition for byzantinske kejsere, da han selv påtog sig feltherrerollen. Han erklærede hellig krig mod perserne og lovede, at faldne blev optaget i himlen som martyrer. I de næste otte år førtes krig mod perserne, og han kom meget tæt på deres hovedstad Ktesifon.
Kejseren måtte dog i al hast tage til Konstantinopel i 626, da avarerne truede igen. Med logistisk snilde og sømandsmæssigt geni lykkedes det Heraklios at tilføje en enorm avarisk hær (80.000 mand) og Shahrbaraz’s styrker et stort nederlag ved Konstantinopel. 
Heraklios vandt slagene i Sassanideriget bl.a. på grund af en ny alliance med de kaukasiske tyrkere. Kejseren fik også Shahrbaraz, persernes dygtigste general, til at forholde sig neutral, da romersk falsk propaganda viste, at den persiske kong Khosrau II ville henrette ham. Sent i 627 lancerede Heraklios en vinteroffensiv i Mesopotamien, hvor han trods hans tyrkiske allieredes desertering, besejrede perserne under Rhahzadh i slaget ved Nineve[33] fortsatte mod syd langs Tigris og erobrede Khosraus store palads i Dastagird og kun blev forhindret i at angribe Ktesifon på grund af ødelæggelse af broerne over Nahrawan-kanalen. Miskrediteret af alle de katastrofer blev Khosrau væltet og dræbt i et kup ledet af hans søn Kavadh II, der umiddelbart efter anmodede om fred og indvilgede i at trække sig tilbage fra alle besatte områder. I 629 vendte Heraklius tilbage til Jerusalem med Det sande kors i en majestætisk ceremoni.
Blandt det, som tilskrives Heraklios, er overgangen fra latin til græsk som officielt sprog i det østromerske kejserdømme i 620. Han forsøgte samtidigt at modvirke splittelsen i den kristne kirke blandt monofysitisterne ved at fremme en kompromisdoktrin kaldet monoteletisme.
Følgen af krigene mellem romerne og perserne var imidlertid en udmarvning af begge riger, som arabiske styrker benyttede sig af. I slaget ved Yarmuk i 636 i det nuværende Syrien ved grænsen til Jordan blev en stor østromersk hær slået af Rashidun-kalifatets styrker, og året efter blev Sasaniderne slået i slaget ved Qadisiyha. Så indtog kalitatet Egypten, Levanten og Mesopotamien (det nuværende Irak). 
Heraklios står som en af de store romerske kejsere og en stor hærfører. Theme-ordningen, som er et militærdistrikt med indfødte tropper styret af en strateg, har længe været tilskrevet Heraklios. Nyere forskning peger dog på, at ordningen først blev indført i 660'erne af Konstans II. I den vesteuropæiske middelalder ses Heraklios som den første korstogsfarer.[kilde mangler]

## Tidslinje
- 575 Heraklios den yngre født ca.
- 608 Heraklios den yngre statholder (med sin far) i Karthago.
- 610 Fokas (547-610) styrtes af Heraklios den yngre som krones Heraklios 1.
- 612 Gift med Martina (2. ægteskab)
- 613 Heraklios besejret af Persere ved Antioch.
- 614 Persere indtager Jerusalem og tager det sande kors.
- 615 Avarerne belejrer Konstantinopel fra nord og perserne fra øst.
- ca. 618 Perserne står ved Konstantinopels mure. Fred sluttes.
- ca. 620 Græsk overtager fra latin.
- 622 Heraklios 1. i felten i Anatolien/Persien.
- 626 Avarer og persere belejrer Konstantinopel igen.
- 629 Persere totalt besejret, Persernes Kavadh-Shiroe II lydkonge for Heraklios 1.
- 630 Det sande kors retur til Jerusalem i sejrsprocession.
- 631 Monothelismen søges forgæves indført, jfr. synoden i Chalcedon.
- 634 Arabiske hære angriber levanten.
- 636 Byzantinerne taber slaget ved Yarmuk, hvilket varsler Rashidun-kalifatets komme.
- 641 Heraklios 1. dør. Det Herakliske dynasti varer til 711.

## Eksterne kilder/ henvisninger
- Barker, John W 2005. Heraclius Byzantine emperor. Great Lives From History: The Middle Ages, 477-1453. 505-508.
- Howard-Johnston, James 1999. Heraclius Persian campaigns and the revival of the East Roman Empire, 622-30. War in History 6, 1-44.
- Louth, Andrew 2005. The Byzantine empire in the seventh century. The New Cambridge Medieval History, 291-316.
- Kaegi, Walter E. Reconceptualizing Byzantium's eastern frontiers in the seventh century. Shifting Frontiers in Late Antiquity 53, 83-92.
- SDE s.v. Heraklios.
- Brockhaus Enzyklopädie s.v. Heraclios.
- DnP s.v. Heraclios.
- Gads Historie Leksikon s.v. Herakleiske dynasti.
- Warwick Ball, Rome in the East, 28-29